# 乱歩 (小惑星)
乱歩 (らんぽ、10321 Rampo) は小惑星帯に位置する小惑星。高知県芸西村の芸西観測所で関勉が発見した。
推理作家の江戸川乱歩から命名された。